# Uzemain
Uzemain é uma comuna francesa na região administrativa de Grande Leste, no departamento de Vosges. Estende-se por uma área de 27,3 km². Em 2010 a comuna tinha 1 076 habitantes (densidade: 39,4 hab./km²).